# Sfumato

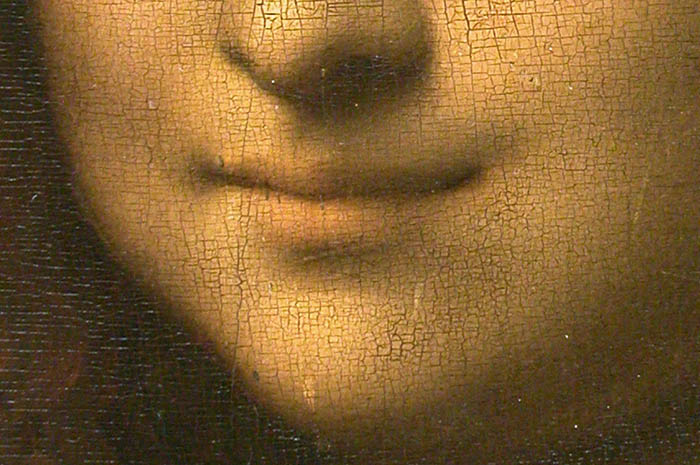
De Mona Lisa met schaduwpartijen rond de mondhoeken die met de sfumatotechniek zijn aangebracht

Sfumato is een techniek waarmee schilders de omtrekken in een schilderij wazig maken en laten vervloeien. De techniek wordt het meest in verband gebracht met Leonardo da Vinci, maar de techniek van Da Vinci is nagevolgd door latere schilders. Door deze techniek staan zijn onderwerpen, zoals de Mona Lisa, niet stil en volkomen gefixeerd voor de achtergrond, maar lijken deze te leven en te bewegen. Dit in tegenstelling tot de primitiever aandoende werken van zijn tijdgenoten.
Het effect wordt bereikt door verschillende transparante kleurlagen aan te brengen. Sfumato is alleen mogelijk met transparante soorten olieverf en niet met de dekkende temperaverf, die voor de uitvinding van de olieverf werd gebruikt.
Sfumato komt uit het Italiaans en is het verleden deelwoord van sfumare, dat 'verdampen' betekent en teruggaat op Latijnse ex (uit) + fumare (roken, dampen). Met sfumato wordt aangeduid dat iets zacht of vaag is. Zo staat biondo sfumato voor bleekblond haar.

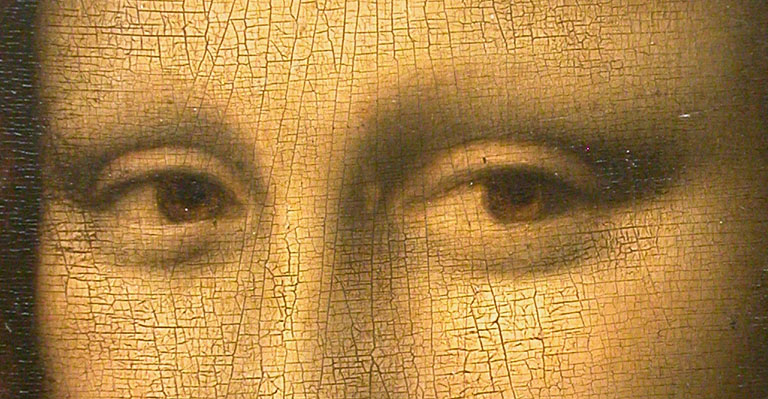
De ogen van Mona Lisa
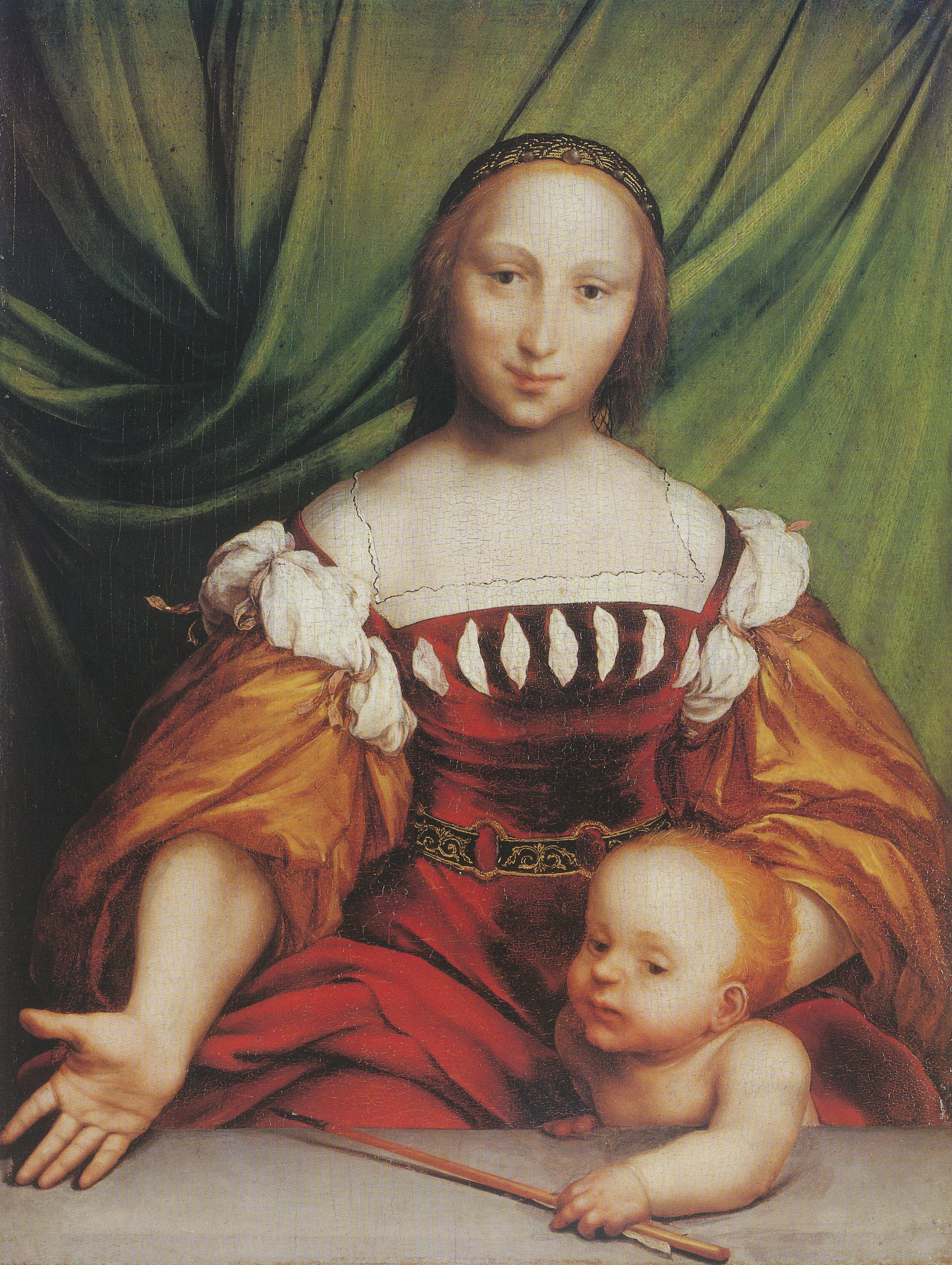
Venus en Amor, door Hans Holbein de Jonge
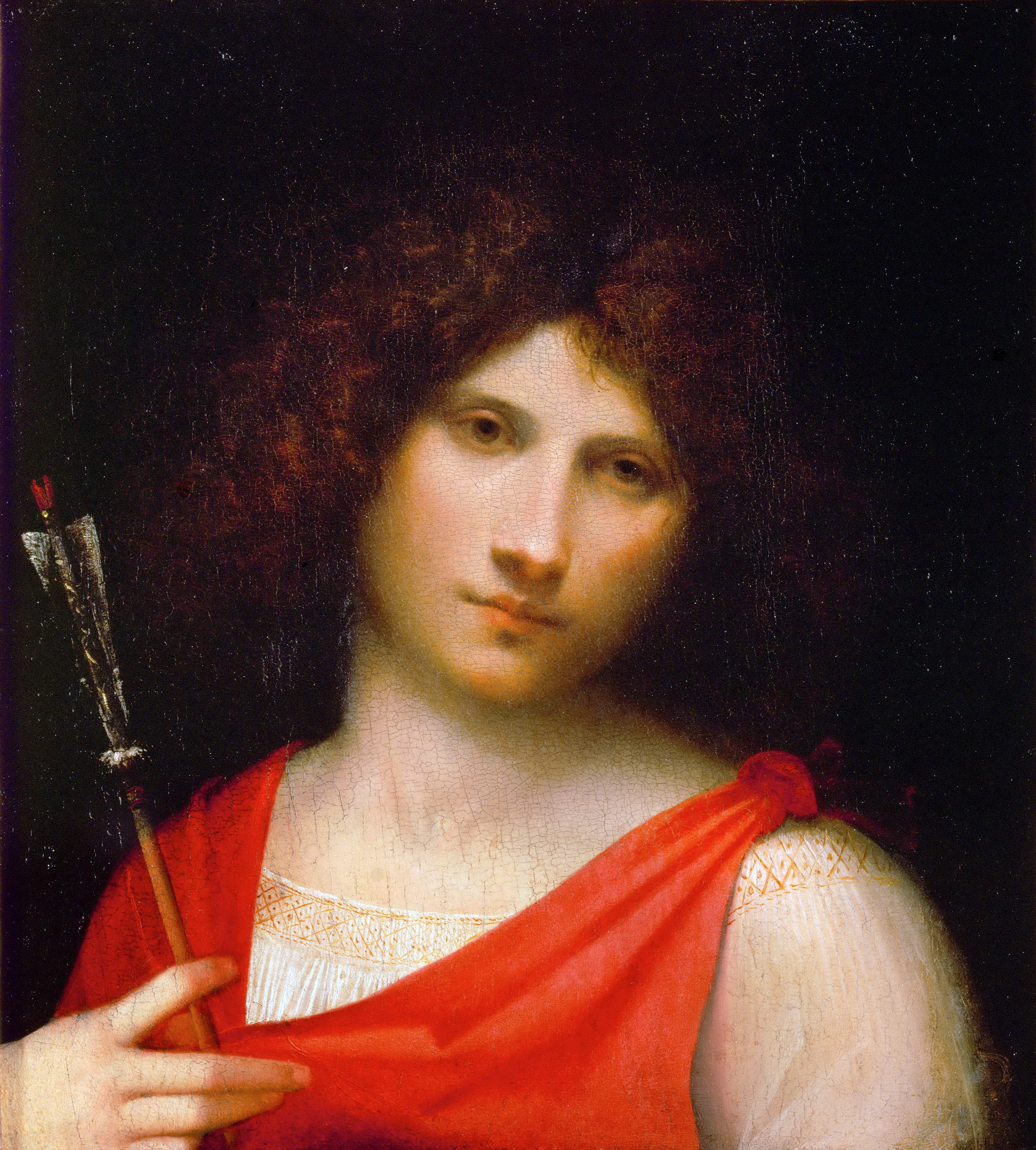
Jonge man met pijl, door Giorgione